# Ronald Brown (Mathematiker)

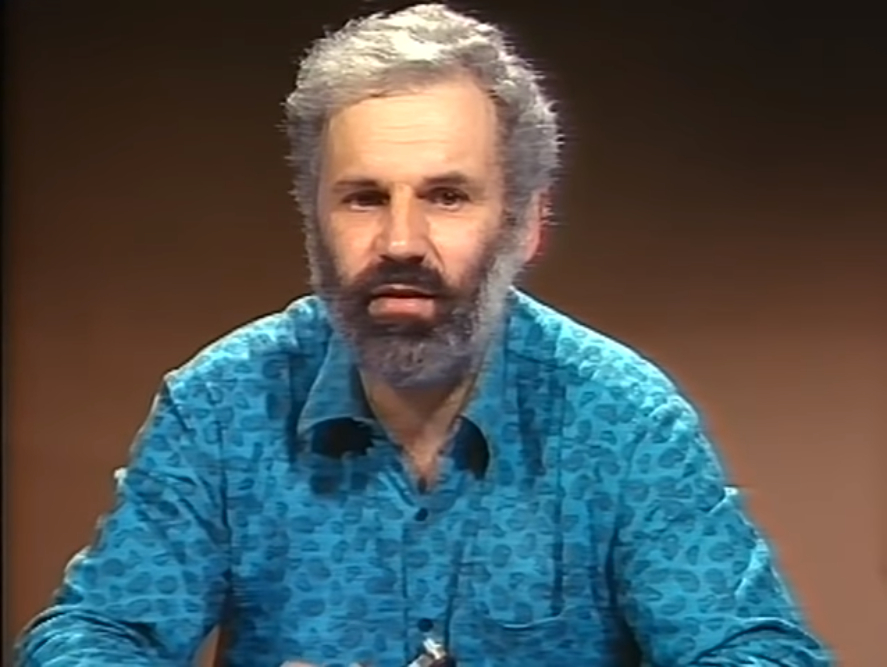
Ronald Brown

Ronald „Ronnie“ Brown (*  4. Januar 1935 in London; † Dezember 2024) war ein britischer Mathematiker, der sich mit Topologie und Kategorientheorie befasst. Er war Professor an der University of Wales in Bangor.

## Leben
Brown studierte an der Universität Oxford mit dem Bachelor-Abschluss 1956 und der Promotion 1962 bei J. H. C. Whitehead (Some Problems in Algebraic Topology: Function Spaces and FD Complexes). Ab 1959 war er Assistant Lecturer und danach Lecturer an der Universität Liverpool, ab 1964 Senior Lecturer und danach Reader an der University of Hull und ab 1970 Professor an der Universität Wales in Bangor. Ab 1999 hatte er eine Forschungsprofessur und ab 2001 war er Professor Emeritus, wobei er 2002 bis 2004 Leverhulme Fellow war für das Forschungsprojekt Crossed complexes and homotopy groupoids.
1983/84 war er Gastprofessor an der Universität Straßburg (bei Jean-Louis Loday).
Er ist nicht mit dem Mathematiker Ronald P. Brown zu verwechseln, Professor an der Universität von Hawaii.

## Werk
Anfang der 1960er Jahre befasste er sich mit Topologie von Funktionenräumen und der Frage geeigneter (convenient) Kategorien für deren Beschreibung, was das Forschungsgebiet convenient topology begründete. Das war auch Thema seiner Dissertation und wurde unter Topologen bekannt, als es 1967 von Norman Steenrod aufgegriffen wurde. In den 1980er Jahren wandte er sich Gruppoiden in der Topologie zu, worüber er 1987 einen Übersichtsartikel schrieb (und sogar vorschlug den Namen Gruppe generell durch Groupoid zu ersetzen, da erstere nur ein Spezialfall sind). Er verfolgt den Neuaufbau der algebraischen Topologie (Homotopietheorie) mit höherdimensionalen Gruppoiden und anderen Techniken wie crossed complexes, was in seinem Buch Nonabelian algebraic topology von 2011 dargestellt ist. Brown arbeitete daran mit seiner Schule schon seit den 1970er Jahren (Höher dimensionale Gruppentheorie, Höhere dimensionale Kategorien). Ein zentrales Anliegen war dabei die Verallgemeinerung des Satzes von Seifert und van Kampen über Fundamentalgruppen mit Hilfe von Gruppoiden (worüber Brown 1967 veröffentlichte und was im anderen Zusammenhang der algebraischen Geometrie auch im Grothendieck-Seminar der 1960er Jahre erfolgte) und der Beweis „höherdimensionaler“ Versionen des Satzes. Im Rahmen dessen kam es auch zu einem Austausch mit Alexander Grothendieck Anfang der 1980er Jahre, die zu dessen Manuskript Pursuing Stacks führte.

## Schriften
- Elements of Modern Topology, McGraw Hill, 1968
  - 2. Auflage als: Topology: a geometric account of general topology, homotopy types, and the fundamental groupoid, Ellis Horwood, Chichester 1988
  - 3. Auflage als: Topology and Groupoids, Booksurge LLC, 2006
- mit Philip J. Higgins, Rafael Sivera: Nonabelian algebraic topology: Filtered Spaces, Crossed Complexes, Cubical Homotopy Groupoids, EMS Tracts in Mathematics 15, 2011
- Herausgeber mit  T.L. Thickstun: Low-Dimensional Topology, London Math. Soc. Lecture Notes No. 48, 1982 (Konferenz Bangor 1979)
- Ten topologies for {\displaystyle X\times Y}, Quart. J. Math, Band 14, 1963, S. 303–319
- Function spaces and product topologies, Quart. J. Math., Band 15, 1964, S. 238–250.
- mit Peter Booth: On the application of fibred mapping spaces to exponential laws for bundles, ex-spaces and other categories of maps, Gen. Top. Appl., Band 8, 1978, S. 165–179.
- Groupoids and Van Kampen's theorem, Proc. London Math. Soc. (3), Band 17, 1967, S. 385–401
- mit P. J. Higgins: On the connection between the second relative homotopy groups of some related spaces, Proc. London Math. Soc. (3), Band 36, 1978, 193-212.
- From groups to groupoids: a brief survey, Bull. London Math. Soc., Band 19, 1987, S. 113–134.
- mit A. Al-Agl, R. Steiner: Multiple categories: the equivalence between a globular and cubical approach, Advances in Mathematics, Band 170, 2002, S. 71–118.
- Crossed complexes and homotopy groupoids as non commutative tools for higher dimensional local-to-global problems, Proceedings of the Fields Institute Workshop on Categorical Structures for Descent and Galois Theory, Hopf Algebras and Semiabelian Categories, September 23-28, Fields Institute Communications, Band 43, 2004, S. 101–130